# Michael Parkinson
Michael Parkinson (Cudworth, 28 de marzo de 1935- 16 de agosto de 2023) fue un escritor, locutor y periodista británico, considerado el presentador más importante del Reino Unido durante el siglo XX.
Con su programa de televisión Parkinson, entrevistó de 1971 a 2007 a algunas de las celebridades internacionales más trascendentes de su época; como el boxeador Muhammad Ali, el futbolista George Best, la actriz Bette Davis, el músico John Lennon y el líder político Nelson Mandela. Siendo comparado en su trayectoria con el americano Dick Cavett y el español Joaquín Soler Serrano.

## Biografía
Fue hijo de un minero, de joven sobresalió estudiando arte y destacó como un jugador aficionado de críquet, aunque no llegó a ser internacional. Comenzó trabajando en periódicos locales justo después de salir de la escuela, redactando reportajes para el Manchester Guardian, trabajando junto a Michael Frayn y más tarde en el Daily Express de Londres.
Fue reclutado al servicio militar en julio de 1955, nombrado oficial por comisión (debido a su título de periodista), incorporado al Royal Army Pay Corps y se convirtió en el capitán más joven del Ejército británico. Fue enviado a luchar a Egipto durante la Guerra del Sinaí y sirvió como oficial de enlace de prensa. Finalizó su servicio para el ejército en 1957.
En 1959 se casó con Mary Agnes Heneghan, tuvieron tres hijos y ella cambió su nombre a Mary Parkinson. Su esposa fue una de las presentadoras del programa diurno de Thames Television Good Afternoon y brevemente de Parkinson en los años 1970. El matrimonio vive en Bray, Berkshire.
Es aficionado al críquet y en 1990 fue anfitrión de un equipo del World XI contra Yorkshire. En 2014 aceptó convertirse en patrocinador del Reg Bartley Cricket Club en Sydney, Australia. Conoció a su amigo Michel Roux cuando remaba por el río Támesis un domingo hasta su entonces pub, el Waterside Inn. Parkinson anteriormente era propietario de un restaurante con estrella Michelin cerca de su casa en Berkshire.
En 1999 recibió un doctorado honoris causa de la Universidad de Lincoln y también recibió un honor de la Universidad de Huddersfield en 2008.

### Siglo actual
Fue investido como Comandante de la Orden del Imperio Británico (CBE) por el entonces Príncipe Carlos en noviembre de 2000 por sus servicios a la radiodifusión, habiendo sido honrado en el 2000 Birthday Honors. En 2008 fue nombrado Knight Bachelor por la reina Isabel II y comentó: «No soy del tipo que obtiene un título de caballero viniendo de Barnsley. Hoy en día se lo dan a cualquiera.»
El 11 de noviembre de 2008, se convirtió en el primer Canciller de la Universidad de Nottingham Trent; el rol incluye representar a la universidad y otorgar títulos en las ceremonias de graduación. Al recibir el honor, dijo: «Me siento honrado de que me ofrezcan la cancillería en la Universidad de Nottingham Trent. En televisión siempre he trabajado con gente joven y ambiciosa y estoy deseoso de participar en esta universidad que ayuda a hacer realidad las aspiraciones de los jóvenes. ¡También me dará la oportunidad de ver lo que me perdí!». Se ha desempeñado como presidente de la Asociación de Periodistas Deportivos del Reino Unido, la organización nacional de periodistas deportivos más grande del mundo, desde 2005.

## Carrera
Durante los años 1960 pasó a la televisión en Mánchester, trabajando en programas de actualidad para la BBC e ITV Granada. Desde 1966 fue uno de los reporteros del programa de noticias Twenty-Four Hours de BBC One, hasta 1968. A partir de 1969 presentó Granada's Cinema, un programa nocturno de crítica cinematográfica, donde realizó su primera entrevista estelar a Laurence Olivier.
El primer artículo de Parkinson para la sección de color del Sunday Times, 'Living in a Museum' (sobre el pueblo de Lavenham en Suffolk) apareció el 8 de julio de 1962. En 1965, The Sunday Times invitó a Parkinson a escribir una columna deportiva regular, basándose en personajes de sus días en el críquet y el fútbol. Estos Sunday Times y sus artículos para la revista Punch formaron más tarde la base de dos libros, Cricket Mad y Football Daft.

### Años 1970
En 1971 inició con su programa de la BBC Parkinson, que estuvo al aire hasta hasta diciembre de 2007 y con el que entrevistó a más de 2.000 celebridades de todo el mundo.
En 1971 fue candidato a rector de la Universidad de Dundee, en una de las contiendas más reñidas de la historia, siendo derrotado por muy poco por el titular Peter Ustinov después de dos recuentos. El resultado fue controvertido, ya que se alegó que los resultados anteriores indicaban que Parkinson había ganado y debería haberse realizado un recuento adicional para confirmar el resultado. Como resultado, creció la presión para que se volviera a realizar la encuesta. Si bien la universidad decretó que el resultado original era válido, la Asociación de Estudiantes organizó una nueva encuesta, que también contó con la candidatura de una cabra.

### Años 1980
En los años 1980 escribió una serie de libros para niños llamada The Woofits, sobre una familia de criaturas antropomórficas parecidas a perros en el pueblo ficticio minero del carbón de Grimeworth, en Yorkshire. Los libros dieron lugar a una serie de televisión que narró. Escribió una columna de deportes para The Daily Telegraph y es presidente de la Asociación de Periodistas Deportivos.
Formó parte de la formación original de TV-am en 1983, con Angela Rippon, Anna Ford, David Frost y Robert Kee. Parkinson presentó la edición de fin de semana del programa hasta febrero de 1984 antes de partir. También se convirtió en presentador de Give Us a Clue de Michael Aspel de Thames Television desde 1984, mientras que en 1985 reemplazó a Barry Norman como presentador de Film 85.
Se hizo cargo de Desert Island Discs de BBC Radio 4 para la serie de 1986 después de la muerte en 1985 de su creador, Roy Plomley, cuya viuda no estaba contenta con que Parkinson lo reemplazara. Después de seis programas, la Junta Directiva de la BBC lo criticó por "un sesgo de Yorkshire en la elección de los náufragos" a pesar de que solo uno de sus invitados nació en el condado. Parkinson afirmó que la crítica era "una acción de retaguardia del establecimiento contra la profanación percibida de una institución por parte de un extraño". Parkinson se quedó durante tres años hasta que entregó los deberes a Sue Lawley.
En 1987 y 1988, Parkinson presentó 15 episodios de Parkinson One to One para Yorkshire Television, una serie de programas de entrevistas que continuaron al estilo de su programa de entrevistas de la BBC pero con cada episodio dedicado a una sola celebridad invitada.

### Años 1990
En Halloween de 1992, Parkinson apareció como él mismo en el drama televisivo Ghostwatch como el enlace del estudio durante una investigación paranormal ficticia, aparentemente en vivo. Sin embargo, el estilo cinéma vérité en el que se filmó provocó quejas de los espectadores que creían que representaba hechos reales. De 1995 a 1999, presentó el programa diurno de BBC One Going for a Song. Volvió a interpretarse a sí mismo en la comedia romántica de 2003 de Richard Curtis, Realmente amor, entrevistando al personaje de Billy Mack, interpretado por Bill Nighy. Del 31 de enero al 3 de febrero de 2007, Parkinson presentó "Symphony at the Movies" en la Ópera de Sydney, donde compartió historias sobre sus entrevistas con estrellas de cine y presentó música de películas. En octubre de 2003, Parkinson tuvo una controvertida entrevista con Meg Ryan mientras ella estaba en el Reino Unido para promocionar In the Cut, calificándolo como su momento televisivo más difícil.
Entre 1994 y 1996 presentó Parkinson on Sport en BBC Radio Five Live. Entre 1996 y 2007 presentó un programa matutino en BBC Radio 2 llamado Parkinson's Sunday Supplement; presentó resúmenes de periódicos y entretenimiento con la ayuda de periodistas y una larga entrevista con una personalidad de los medios. Estos fueron intercalados con música que demostró su inclinación por el jazz y la big band. En octubre de 2007, unos meses después de anunciar su retiro de su serie de televisión, Parkinson dijo que su programa de radio también terminaría. El último programa se emitió el domingo 2 de diciembre de 2007. Como interino Clive Anderson presentó el programa durante diciembre/enero y Eamonn Holmes durante febrero y Fiona Bruce durante marzo. Michael Ball lo reemplazó hasta que Terry Wogan se mudó a los domingos por la mañana para presentar Weekend Wogan. Parkinson presentó un programa de media mañana en LBC Newstalk 97.3FM de Londres. Fue considerado responsable de la promoción de los cantantes de jazz a una audiencia mayoritaria durante la ejecución de su programa de radio de la BBC.

### Años 2000
En 2007, Parkinson apareció en la telenovela australiana Neighbours como él mismo. El 24 de noviembre de 2007, durante la grabación de la última edición regular de su programa de chat de ITV, transmitido el 16 de diciembre, Parkinson luchó por contener las lágrimas cuando recibió una ovación. El último artista en actuar en su programa fue el invitado habitual Jamie Cullum. A diciembre de 2008, Parkinson tiene 458 créditos como presentador solo y con otros.
Su autobiografía Parky: My Autobiography se publicó el 2 de octubre de 2008. En abril de 2009, Parkinson escribió sobre la recientemente fallecida Jade Goody en el Radio Times. Describió a Goody como "apenas educada, ignorante y pueril", y agregó: "Cuando despejamos la cortina de humo de los medios en torno a su muerte, lo que nos queda es una mujer que llegó a representar todo lo mezquino y miserable de Gran Bretaña hoy". El obispo Jonathan Blake, que había presidido la boda de Goody, se opuso a los comentarios de Parkinson.
En abril de 2006, Parkinson recibió el patrocinio honorario de la Sociedad Filosófica Universitaria del Trinity College Dublin. Fue votado como el número 20 en "TV's 50 Greatest Stars" de ITV. El 29 de septiembre de 2008, Parkinson lanzó su sitio web, que incluía entrevistas en línea con Nelson Mandela y el comediante británico Rory Bremner. El sitio también incluye un blog, que brinda las opiniones de Parkinson sobre eventos noticiosos, así como información sobre su álbum recopilatorio, Michael Parkinson: My Life In Music, con canciones favoritas interpretadas por Frank Sinatra, Michael Bublé, Dionne Warwick y otros.

### Años 2010
En noviembre de 2012 regresó como presentador de televisión en Sky Arts, con su nuevo programa Parkinson: Masterclass.
Después de terminar su programa de entrevistas, apareció en comerciales del seguro de vida SunLife Guaranteed Over 50 Plan, afirmando que le gusta su «enfoque comercial sensato». Su papel en la publicidad del esquema fue criticado por el periodista financiero Martin Lewis, quien argumentó en 2012 que el plan era de bajo valor para los clientes.

## Pensamiento
En 1972 se sometió a una vasectomía para permitir que su esposa dejara de tomar la píldora y desde entonces hace campaña a favor del control de la natalidad. En una entrevista con la emisora irlandesa Gay Byrne en el programa religioso de RTÉ El sentido de la vida, afirmó que era un ateo agnóstico.
En el Día de Australia 2011 pronunció el discurso de apertura en Sídney, convirtiéndose en el primer no australiano en hacerlo y aprovechó la oportunidad para promover la abolición de la monarquía en Australia en favor de constituir una República.
En 2014 fue una de las 200 figuras públicas que firmaron una carta a The Guardian expresando su esperanza de que Escocia votara para seguir siendo parte del Reino Unido, en el referéndum sobre ese tema.

### Críticas
Se ha negado a disculparse con Helen Mirren por una entrevista que realizó en 1975, en la que dio a entender que las actrices serias no podían tener senos grandes. Mirren luego lo describió como «un viejo pedo sexista». En Life Stories, Piers Morgan sugirió que aquellos comentarios eran sexistas y Parkinson respondió: «Bueno, tal vez. Pero nadie resultó herido, nadie murió».
En mayo de 2009 lamentó el estado de la televisión en general y dijo: «Estoy harto del aumento de celebridades que presentan programas, documentales con títulos ridículos y programas de propiedad. En mi paraíso televisivo no habría más programas de propiedad, no más programas de policías que persiguen a los gamberros en autos y, sobre todo, y Dios quiera, no más los llamados programas documentales con títulos como Mi tumor de 20 toneladas, Mi gran cabeza gorda, La chica lobo, Enfermedades vergonzosas y El hombre sin piernas más rápido del mundo». En 2010 apareció en el programa BBC Radio 5 Live, conducido por Richard Bacon, donde criticó particularmente al comediante y actor Russell Brand diciendo: «No veo el sentido de él».
En 2013 volvió a criticar el rumbo que había tomado la televisión británica, comparando desfavorablemente series como The One Show con la emisión de los recientemente fallecidos Alan Whicker y David Frost, además de afirmar que «El culto a la juventud ha distorsionado los estándares. Antes los productores no se veían obstaculizados por obstáculos tan molestos como el cumplimiento, la salud y la seguridad y los frustrantes procedimientos de puesta en marcha». Alex Jones, presentador de The One Show, rechazó las críticas de Parkinson.

## Legado
Parkinson fue un buque insignia del horario de máxima audiencia de la BBC, atrayendo a los nombres más importantes antes de que el circuito de programas de entrevistas fuera parte del molino promocional. Pudo entrevistar a estrellas de variedades de tiempos de guerra mientras atraía a comediantes prometedores como Billy Connolly. No tenía miedo de permitir que un entrevistado tuviera tiempo para ser él mismo, a veces, como con Fred Astaire, Orson Welles, Alec Guinness, Paul McCartney, Muhammad Ali, George Michael, Madonna, John Cleese y Mel Gibson, dedicando un programa completo a un invitado que se consideró especialmente digno de mención. Parkinson afirmó: «Si pudiera salvar una entrevista de las miles que he hecho, sería el espectáculo individual con el profesor Jacob Bronowski».
Afirmó que el hombre más notable que entrevistó fue Muhammad Ali y lamenta no haber entrevistado nunca al australiano Don Bradman ni al estadounidense Frank Sinatra.
En 2000 ocupó el octavo lugar en una lista de los 100 mejores programas de televisión británicos, elaborada por el British Film Institute y votada por profesionales de la industria.

### En la cultura popular
Aparece en la portada del álbum Band on the Run de Paul McCartney and Wings de 1973. Paul McCartney le dijo a Parkinson que aparecería en su programa si él aparecía en la portada del disco, aunque no fue hasta 1999 (más de 25 años después) que cumplió su promesa.
En 2005 apareció con el comediante Peter Kay en el video musical del relanzamiento «Is This the Way to Amarillo» para Comic Relief, que se convirtió en el sencillo número uno.
En 2008 fue entrevistado por Jeremy Clarkson en Top Gear. Aparece en Irregular Webcomic! número 1697.